# بريان روبيسكي
بريان أنتوني روبيسكي (من مواليد 3 ديسمبر 1987 في لوس أنجلوس ) هو لاعب كرة قدم أمريكي. وهو لاعب حالي مع فريق تيتانس دو تيناس .

## المدرسة الثانوية
لعب روبيسكي في مدرسة شاغران الثانوية حيث تحصل على العديد من الأرقام القياسية في موقع الاستقبال الواسع.

## حياة مهنية

### جامعة
خلال أول موسمين له في جامعة ولاية أوهايو، لم يكن كثير الظهور في مباريات فريقه، ولكن أثناء المباراة بين ولاية أوهايو و ميشيغان (تنافس بين جامعتين)، نجح في تسجيل هدف الفوز في عام 2006. يسمح هذا الهبوط بتعيين براين في بداية الموسم التالي، وهو الموسم الذي يسمح فيه لفريق بوكايس بالذهاب إلى مباراة بطولة BCS الوطنية.